# Hallelujah (песня Леонарда Коэна)
«Hallelujah» — песня канадского певца и поэта Леонарда Коэна, впервые выпущенная в его седьмом студийном альбоме Various Positions.

## Оригинальная версия
Прежде чем написать окончательный вариант «Hallelujah» Коэн создал около восьмидесяти вариантов текста. Часть из них музыкант написал во время своего пребывания в отеле «Роялтон» в Нью-Йорке, сидя на полу в одном нижнем белье и ударяясь головой об пол. Готовая «Hallelujah» содержала несколько библейских ссылок, в частности, на историю Самсона и предательство его Далилой из «Книги Судей Израилевых» («… она состригла твои волосы», англ. ...she cut your hair), а также на любовь царя Давида, вспыхнувшую к Вирсавии, жене его полководца Урии («Ты видел с крыши, как она купалась, её красота и лунный свет повергли тебя», англ. You saw her bathing on the roof, Her beauty in the moonlight overthrew you).
После выхода песни в 1984 году Коэн исполнял оригинальную версию во время своего мирового тура в 85-м, но выступления во время гастролей 88-го и 93-го года почти всегда содержали изменённый текст и только последний куплет всегда оставался неизменным («Hallelujah» с другим текстом можно услышать, например, в концертном альбоме 1994 года Cohen Live: Leonard Cohen in Concert). Другие музыканты, записывая кавер-версию «Hallelujah» или исполняя песню на концертах, обычно смешивают разные версии текста, а иногда заменяют его собственными вариантами. За всё время существования «Hallelujah» на неё было записано около двухсот каверов, в том числе на других языках. Различные интерпретации включают самые разные варианты текста, выбранные из восьмидесяти вариантов Коэна. В начале 2012 года в интервью, сопровождающем выход альбома Old Ideas, музыкант сказал, что он до сих пор не устал от каверов «Hallelujah» и очень рад, что песня поётся.

## Кавер-версии
Студийная запись
- Первый кавер на «Hallelujah» был записан в 1991 году валлийским музыкантом Джоном Кейлом для трибьют-альбома Леонарду Коэну I'm Your Fan, а после для концертного альбома Fragments of a Rainy Season. Музыкант видел концертное исполнение этой песни и попросил Коэна отправить ему текст. Леонард прислал 15 страниц[6]. Версия Кейла также была использована в мультипликационном фильме «Шрек» (2001).

«Hallelujah» Джеффа Бакли

- Джефф Бакли, вдохновлённый версией Джона Кейла, записал «Hallelujah» для своего дебютного альбома Grace в 1994 году. В 2004 году этот кавер занял 259 место в списке «500 величайших песен всех времён по версии журнала Rolling Stone». В том же году журнал Time назвал версию Бакли «изящно спетой» и отметил, что «Бакли обработал песню… как крошечную капсулу человечности, используя голос как крен между славой и печалью, болью и красотой»[7]. В сентябре 2007 года Q в результате специального опроса включил её в список «Десяти лучших композиций»; Джон Ледженд, в частности, назвал версию Бакли «настолько прекрасной, насколько вы можете себе представить. У „Hallelujah“ великолепная лирика и прекрасная мелодия, а также интерпретация Бакли. Это одна из самых прекрасных записей музыки, что я слышал»[8]. Несмотря на это, версия Бакли не была мгновенным хитом, и музыкант не узнал, какой успех ждал его запись; он утонул в 1997 году. Альбом, в который была включена «Hallelujah», достиг «золотого» статуса лишь в 2002 году, через 9 лет после выхода. Как и оригинал, версия Бакли фактически не выходила отдельным синглом; композиция впервые попала в мировые чарты в 2006 году, последовательно покоряя Top 10 в Норвегии, Швеции и Франции[9]. В марте 2008 года «Hallelujah» возглавила Hot Digital Songs и обрела «платиновый» статус от Американской ассоциации звукозаписывающих компаний[10], а также заняла 2-е место в UK Singles Chart[11]. В 2013 году композиция «Hallelujah» в версии Джеффа Бакли была внесена в Национальный Регистр Звукозаписи при Библиотеке Конгресса США[12][13].
- Руфус Уэйнрайт записал «Hallelujah» после краткой встречи с Бакли. Позже он с Джоан Вассер и своей сестрой Мартой Уэйнрайт исполнил песню в документальном фильме о Леонарде Коэне «Leonard Cohen: I'm Your Man». Версия Уэйнрайта также вошла в официальный саундтрек мультфильма «Шрек», хотя в самом мультфильме звучит версия Джона Кейла.

«Hallelujah» норвежского квартета

- В 2004 году свою версию представила Кэтрин Дон Ланг в альбоме Hymns of the 49th Parallel. Кэтрин также исполняла «Hallelujah» на ряде крупных мероприятий, например на вручении канадской премии «Джуно» в 2005 году, где певицу наградили двумя минутами оваций стоя[14], в «Зале славы канадских авторов песен» в 2006 году, по случаю включения в «Зал…» Леонарда Коэна[15], а также на Церемонии открытия Зимних Олимпийских игр 2010 года в Ванкувере[16]. Анджани Томас, длительное время работавшая с Коэном, прокомментировала выступление Ланг: «Что ж, теперь песню можно смело хоронить — это было блаженное ощущение подлинного совершенства»[17].
- Норвежский квартет в составе Эспена Линда, Курта Нильсена, Алехандро Фуантэса и Эскила Холма выпустил версию «Hallelujah», которая стала хитом номер 1 на родине музыкантов[18]. Запись стала «платиновой» в течение двух недель, а в конечном итоге было продано 250 000 её копий (8×платина). Песня оставалась в норвежском топ-20 37 недель подряд[19].
- Мелодик-хеви-метал-группа Axel Rudi Pell в 2011 году записала кавер, вышедший в форме сингла.

«Hallelujah» Александры Бёрк

- Александра Бёрк победила в пятом сезоне музыкального шоу «The X Factor», исполнив в финале конкурса «Hallelujah». Дебютный сингл Бёрк с этой композицией в первый же день был продан в количестве 105 000 экземпляров (побив европейский рекорд по количеству продаж за первые 24 часа)[20] и 576 000 экземпляров за неделю. Кавер-версия Бёрк пробудила интерес к предыдущим версиям песни. Фанатами Джеффа Бакли была организована специальная кампания с целью продвижения его версии «Hallelujah» на вершину Рождественского чарта и смещения версии Бёрк с лидирующей позиции[21]. Кампания основывалась на обвинениях «The X Factor» в меркантилизме[22] и желании фанатов представить более молодому поколению версию Бакли[23]. В итоге версия Бёрк заняла первое место; версия Джеффа Бакли — 2-е[11]; оригинальная версия Леонарда Коэна также попала в чарт[11]«Hallelujah» Александры Бёрк стал самым продаваемым синглом 2008 года в Великобритании[24]., 28 декабря 2008 года журнал NME объявил об 1 миллионе проданных копий[25].

- В анимационном фильме «Зверопой» звучит кавер-версия этой песни, исполненная Тори Келли. Также в саундтрек фильма вошла версия, исполненная Келли совместно с Дженнифер Хадсон.
- В 2021 году в фильме «Лига справедливости Зака Снайдера» в титрах звучит кавер-версия этой песни, исполненная Эллисон Кроу.

Концертное исполнение
- Одним из первых «Hallelujah» спел коллега Коэна Боб Дилан (8 июля 1988 года в Монреале)[26].
- Неоднократно песню исполнял ирландский рок-музыкант Боно. Его исполнение также вошло в трибьют-альбом Коэну Tower of Song.
- Группа Bon Jovi исполняла «Hallelujah» на ряде концертов, в том числе на Live at Madison Square Garden, который вышел на видео.
- Дэмьен Райс исполнил песню в 2008 году в «Зале славы рок-н-ролла», по случаю включения в него Леонарда Коэна.
- Нил Даймонд исполнял «Hallelujah» на ряде концертов, а в 2010 году включил её в свой альбом Dreams.
- Адаптацию на испанском языке неоднократно исполнял квартет Il Divo, она также входит в их альбом The Promise.
- Группа Paramore исполняла первые куплеты «Hallelujah» на нескольких своих концертах, как вступление к собственной одноимённой песне[27][28].
- Павел Фахртдинов регулярно исполняет на концертах свою версию песни в переводе Алексея Гомазкова[29].
- Ирина Богушевская исполнила песню в собственном переводе на русский в 2015 году.

Прочее
- Вокальная группа Pentatonix исполнила А капелла-версию «Hallelujah»[30].
- Вокалист Linkin Park Честер Беннингтон исполнил песню на похоронах своего друга Криса Корнелла. Через два года, после смерти Честера, эту песню пела его крестница и дочь Криса — Тони.